# Siarka palna
Siarka palna – różnica między całkowitą zawartością siarki a zawartością siarki popiołowej w badanym paliwie. Pojęcie to jest używane do obliczania ilości tlenu potrzebnego do spalenia badanego paliwa za pomocą uproszczonego wzoru oraz do oceny przydatności paliwa do różnych procesów technologicznych.